# 新乡高新技术产业开发区
新乡高新技术产业开发区位于河南省新乡市，是2012年9月经中国国务院批准升级为国家高新技术产业开发区的高新区，面积53平方公里。

## 经济情况
- 1992年：经河南省人民政府批准，建立新乡高新技术产业开发区。
- 2012年9月：经国务院批准，新乡高新技术产业开发区升级为国家高新技术产业开发区[2]。